# Trang chủ

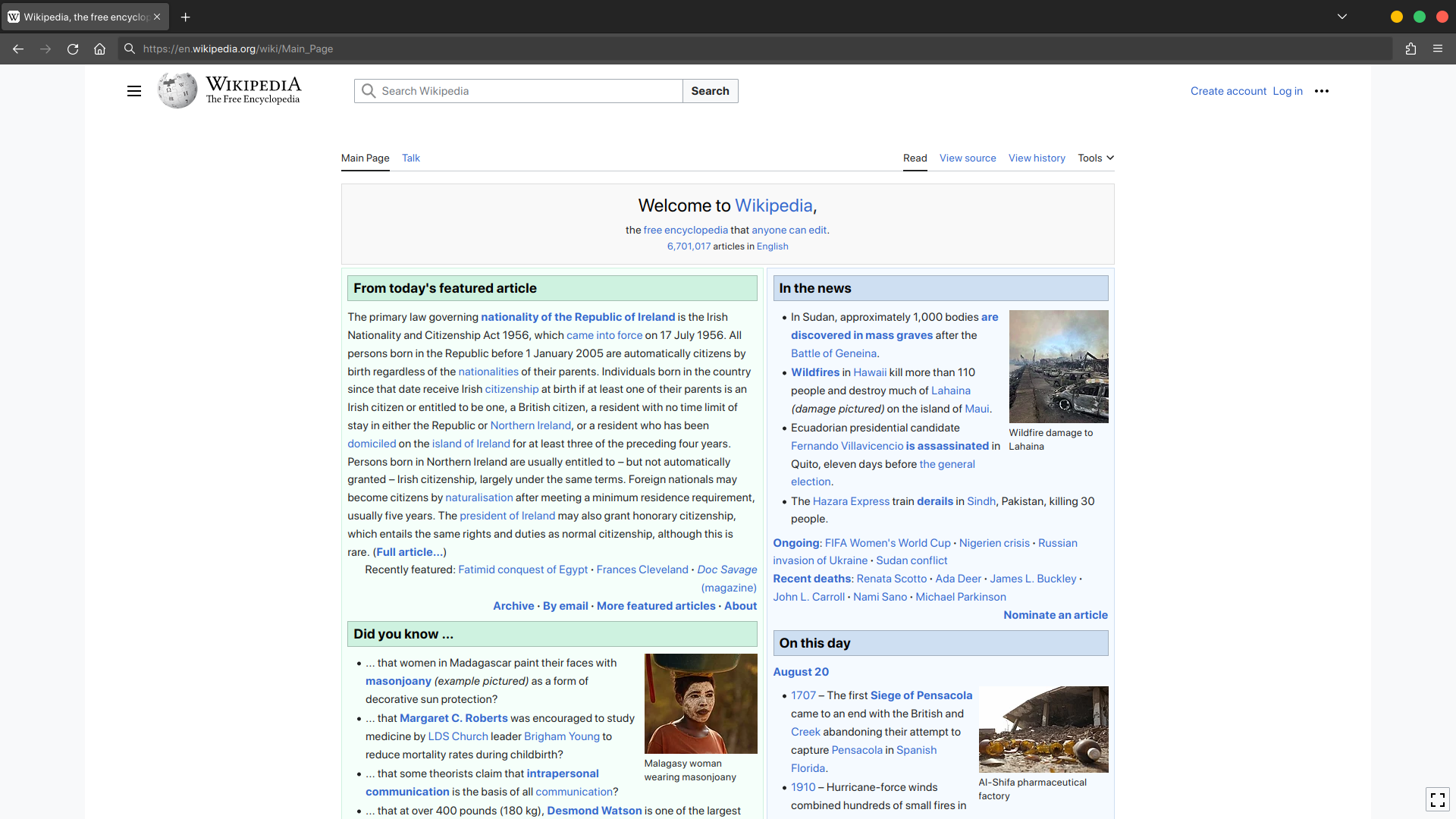
Trang chủ Wikipedia tiếng Anh (năm 2023) được hiển thị trong trình duyệt web. Nút nhỏ hình ngôi nhà ở góc trên bên trái cửa sổ là trang khởi động của trình duyệt.

Trang chủ là trang web chính của một website. Thông thường, trang chủ nằm ở thư mục root của tên miền hoặc tên miền phụ của website đó. Ví dụ, nếu tên miền của trang web là example.com, thì trang chủ thường sẽ nằm ở địa chỉ URL www.example.com/.
Thuật ngữ này cũng có thể dùng để chỉ trang khởi động của trình duyệt web khi phần mềm này được khởi động.